# 拉布達
拉布達為位在緬甸伊洛瓦底省拉布達縣拉布達鎮的城市，2012年人口43,135人。該城市為拉布達縣及拉布達鎮之行政中心。
2008年5月，拉布達因氣旋納爾吉斯襲擊而受創。

## 外部連結
- "Labutta Map — Satellite Images of Labutta" （页面存档备份，存于） Mpalandia